# Polsk Superliga i håndbold (mænd)
Polsk Superliga i håndbold er herrernes toprække i håndbold i Polen.

## Vindere
| - 1955 - Sparta Katowice - 1956 - Sparta Katowice - 1957 - Sparta Katowice - 1958 - Śląsk Wrocław - 1959 - Sparta Katowice - 1960 - Sparta Katowice - 1961 - Śląsk Wrocław (2) - 1962 - Śląsk Wrocław (3) - 1963 - Śląsk Wrocław (4) - 1964 - AZS Katowice - 1965 - Śląsk Wrocław (5) - 1966 - Wybrzeże Gdańsk - 1967 - Śląsk Wrocław (6) - 1968 - Spójnia Gdańsk - 1969 - Spójnia Gdańsk - 1970 - Spójnia Gdańsk | - 1971 - Grunwald Poznań - 1972 - Śląsk Wrocław (7) - 1973 - Śląsk Wrocław (8) - 1974 - Śląsk Wrocław (9) - 1975 - Śląsk Wrocław (10) - 1976 - Śląsk Wrocław (11) - 1977 - Śląsk Wrocław (12) - 1978 - Śląsk Wrocław (13) - 1979 - Hutnik Kraków - 1980 - Hutnik Kraków - 1981 - Hutnik Kraków - 1982 - Śląsk Wrocław (14) - 1983 - Anilana Łódź - 1984 - Wybrzeże Gdańsk - 1985 - Wybrzeże Gdańsk (2) - 1986 - Wybrzeże Gdańsk (3) | - 1987 - Wybrzeże Gdańsk (4) - 1988 - Wybrzeże Gdańsk (5) - 1989 - Pogoń Zabrze - 1990 - Pogoń Zabrze - 1991 - Wybrzeże Gdańsk (6) - 1992 - Wybrzeże Gdańsk (7) - 1993 - Iskra Kielce - 1994 - Iskra Kielce - 1995 - Petrochemia Płock - 1996 - Iskra Kielce - 1997 - Śląsk Wrocław (15) - 1998 - Iskra Kielce - 1999 - Iskra Kielce - 2000 - Wybrzeże Gdańsk (8) - 2001 - Wybrzeże Gdańsk (9) - 2002 - Orlen Płock | - 2003 - Vive Kielce - 2004 - Wisła Płock - 2005 - Wisła Płock - 2006 - Wisła Płock - 2007 - Interferie Zagłębie Lubin - 2008 - Wisła Płock - 2009 - Vive Kielce - 2010 - Vive Targi Kielce - 2011 - Wisła Płock - 2012 - Vive Targi Kielce - 2013 - Vive Targi Kielce - 2014 - Vive Targi Kielce - 2015 - Vive Targi Kielce - 2016 - Vive Targi Kielce |

| Klub                                                        | Titler | År vundet |
| ----------------------------------------------------------- | ------ | --------- |
| Śląsk Wrocław                                               | 15     |           |
| Vive Targi Kielce                                           | 13     |           |
| Wybrzeże Gdańsk                                             | 10     |           |
| Wisła Płock                                                 | 7      |           |
| Sparta Katowice                                             | 5      |           |
| Spójnia Gdańsk                                              | 3      |           |
| Hutnik Kraków                                               | 3      |           |
| Pogoń Zabrze                                                | 2      |           |
| Anilana Łódź, AZS Katowice, Zagłębie Lubin, Grunwald Poznań | 1      |           |